# 桃山郵便局
桃山郵便局（ももやまゆうびんきょく）は、和歌山県紀の川市にある郵便局。民営化前の分類では集配特定郵便局であった。

## 概要
住所：〒649-6199 和歌山県紀の川市桃山町元292-10

## 沿革
- 1873年（明治6年）10月 - 安楽川（あらかわ）郵便取扱所として開設するも、同年内に廃止[1]。
- 1875年（明治8年）12月1日 - 安楽川郵便局（五等）として再設置。
- 1880年（明治13年）4月 - 安楽川ノ内元村郵便局に改称。
- 1885年（明治18年）5月1日 - 貯金取扱を開始。
- 1886年（明治19年）6月1日 - 元村郵便局に改称。
- 1890年（明治23年）12月16日 - 為替取扱を開始。
- 1892年（明治25年）4月1日 - 安楽川郵便局に改称。
- 1903年（明治36年）2月11日 - 安楽川郵便電信局となる。
- 1903年（明治36年）4月1日 - 通信官署官制の施行に伴い安楽川郵便局となる。
- 1972年（昭和47年）8月23日 - 電話交換業務を岩出電報電話局に、和文電報配達業務を打田電報電話局にそれぞれ移管[2]。
- 1987年（昭和62年）11月16日 - 桃山郵便局に改称。
- 2007年（平成19年）10月1日 - 民営化に伴い、併設された郵便事業岩出支店桃山集配センターに一部業務を移管。
- 2012年（平成24年）10月1日 - 日本郵便株式会社発足に伴い、郵便事業岩出支店桃山集配センターを桃山郵便局に統合。

## 取扱内容
- 郵便、印紙、ゆうパック、内容証明
- 貯金、為替、振替、振込、国際送金、国債
- 生命保険、バイク自賠責保険
- ゆうちょ銀行ATM
- 紀の川市内の一部地域（旧桃山町域：郵便番号649-61xx地域）の集配業務

## 風景印
- 図案は紀ノ川と桃、龍門山最初ヶ峰。局名表示は「桃山」
- 使用開始日は1987年（昭和62年）11月16日

## 周辺
- 紀の川市役所桃山支所（旧・桃山町役場）
- 紀の川市立安楽川小学校
- 紀の川市立荒川中学校
- 国道424号

## アクセス
- 紀の川市地域巡回バス（桃山路線）、紀の川コミュニティバス 市場停留所下車
- 阪和自動車道 和歌山ICから東へ約14km
- 駐車場あり：5台